# Wałerij Powstenko
Wałerij Semenowycz Powstenko, ukr. Валерій Семенович Повстенко, ros. Валерий Семенович Повстенко, Walerij Siemionowicz Powstienko (ur. 23 września 1951 w Ukraińskiej SRR, zm. 26 lutego 2025) – ukraiński trener piłkarski.

## Kariera trenerska
Karierę szkoleniowca rozpoczął w 1976. Najpierw szkolił dzieci w Szkole Sportowej nr 2 w Kirowohradzie. W latach 1992–1994 pomagał trenować klub Polihraftechnika Oleksandria. Na początku stycznia 1995 przeniósł się do sztabu szkoleniowego Worskły Połtawa, a w sierpniu 1998 został zaproszony przez byłego trenera Worskły Wiktora Pożeczewskiego do turkmeńskiego Köpetdagu Aszchabad. W sierpniu 1999 powrócił do ojczyzny i potem pomagał trenować Hirnyk-Sport Komsomolsk, a w 2001 stał na czele klubu z Komsomolska. Od stycznia do sierpnia 2002 prowadził tarnopolską Nywę. Potem pracował w Państwowej Akademii Lotniczej Ukrainy w Kirowohradzie, gdzie trenował studencką drużyną piłkarską Ikar-DLAU Kirowohrad. Na początku 2005 został zaproszony do sztabu szkoleniowego Zirki Kirowohrad, a w sierpniu 2005 został mianowany na stanowisko głównego trenera klubu, którym kierował do jego rozformowania latem następnego roku. W 2007 po odrodzeniu Zirki trenował zespół, który występował na poziomie amatorskim. W 2008 rozpoczął pracę na stanowisku dyrektora technicznego Zirki. Od 2012 pracował w Akademii Zirka Kirowohrad poszukując dla niej młode talenty.